# Manhattan Mall

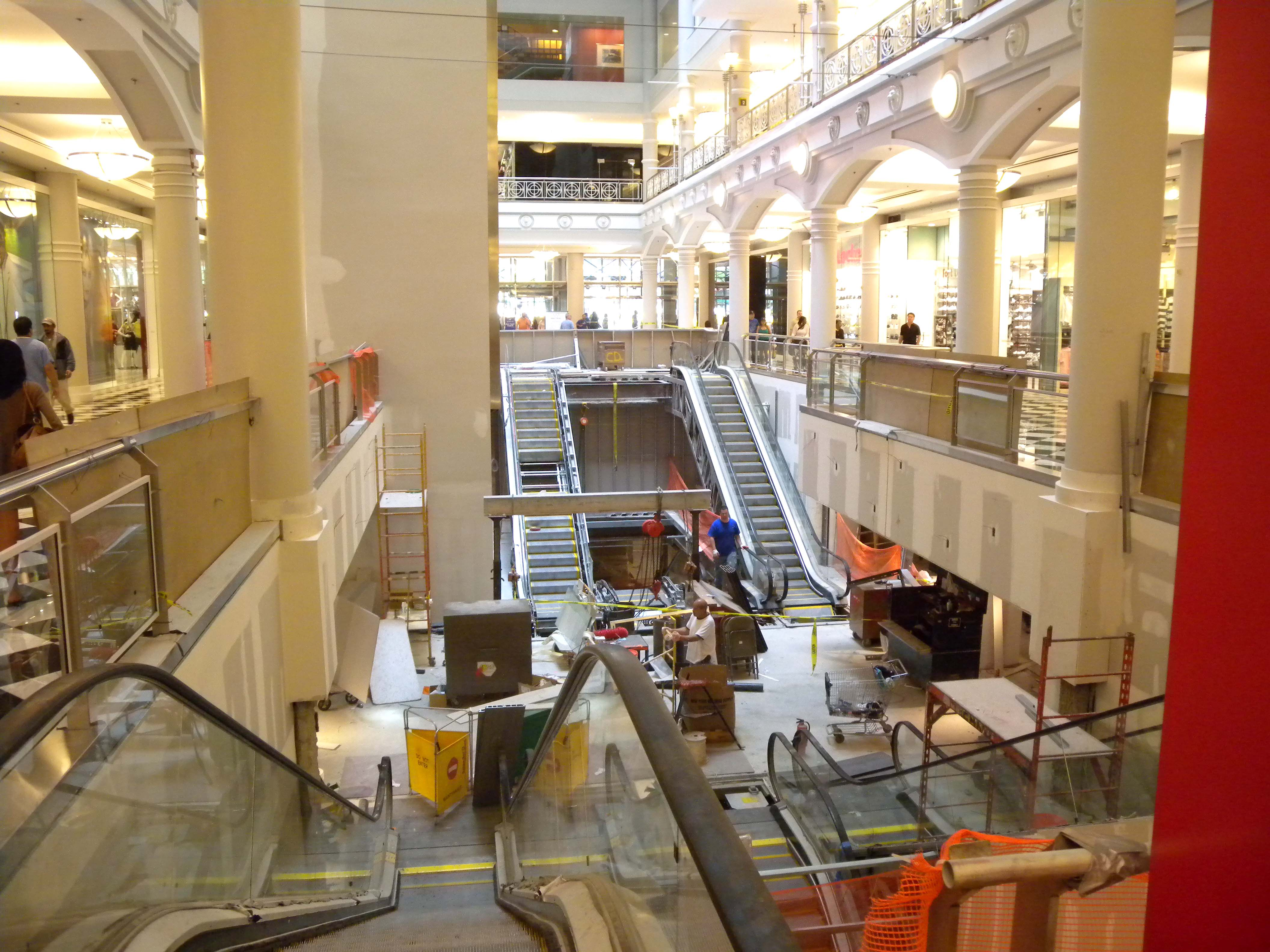
Manhattan Mall

Le Manhattan Mall, l'un des rares centres commerciaux traditionnels intérieur à New York, est situé sur la 33e Rue et la Sixième Avenue, dans l'arrondissement de Manhattan. Il y a des entrées par la 34e rue, la station de métro Herald Square (34th Street – Herald Square) et la 33e Rue PATH sur la deuxième station sol.
Alors que le centre commercial est toujours un haut lieu du shopping de la circulation, le plus récent magasin ancre, Stern's, fermé en 2001. Childrenswear Le Centre occupe un grand nombre des étages supérieurs. Venture a acheté le bâtiment en 1999, 135 millions de dollars et a vendu à Vornado Realty Trust en 2006 pour $ 689 millions.
Le centre commercial est situé dans l'immeuble de grande hauteur, anciennement utilisé par les Gimbels magasin phare, qui a fermé en 1986. Le 18 avril 2007, Micro Warehouse a annoncé qu'il allait ouvrir une 150 000 pieds carrés (14 000 m²) magasin au centre commercial, sa première à Manhattan En conséquence, les détaillants, la restauration et à l'entrée du métro et de chemin sur la deuxième sous-sol ont été fermées pour faire place à leur nouveau magasin.